# Golkar
Golkar ist eine politische Partei in Indonesien. Der vollständige Name lautet Partai Golongan Karya (Partei funktioneller Gruppen). Unter Präsident Suharto war Golkar die herrschende Partei. Nach der Machtübernahme gewann die Golkar die Parlamentswahlen 1971 mit über 62 % der Stimmen. Darauf folgten undemokratische Wahlen, mit Golkari als Sieger, bis Suharto aufgrund der Asienkrise an Zustimmung verlor und nach Korruptionsvorwürfen zum Rückzug bewegt wurde. 1999 wurden in Indonesien erstmals wieder demokratische Präsidentschaftswahlen und 2004 Parlamentswahlen durchgeführt.
Bei den Parlamentswahlen vom 5. April 2004 erhielt die Golkar 21,6 % der Stimmen und 128 von 550 Sitzen.
Der Präsidentschaftskandidat Wiranto schied bei der Wahl 2004 im ersten Wahlgang aus. Er lag mit 22 % der Stimmen hinter dem späteren Sieger Susilo Bambang Yudhoyono von der Demokratischen Partei und der damaligen Amtsinhaberin Megawati von der PDI-P. Allerdings kandidierte das Golkar-Mitglied Jusuf Kalla als Vize-Präsident für Yudhoyono und übte das Amt von 2004 bis 2009 aus. Kalla war von Dezember 2004 bis 2009 Vorsitzender der Golkar. Seit 2017 ist der Airlangga Hartarto Parteivorsitzender.